# 트란스니스트리아 정부

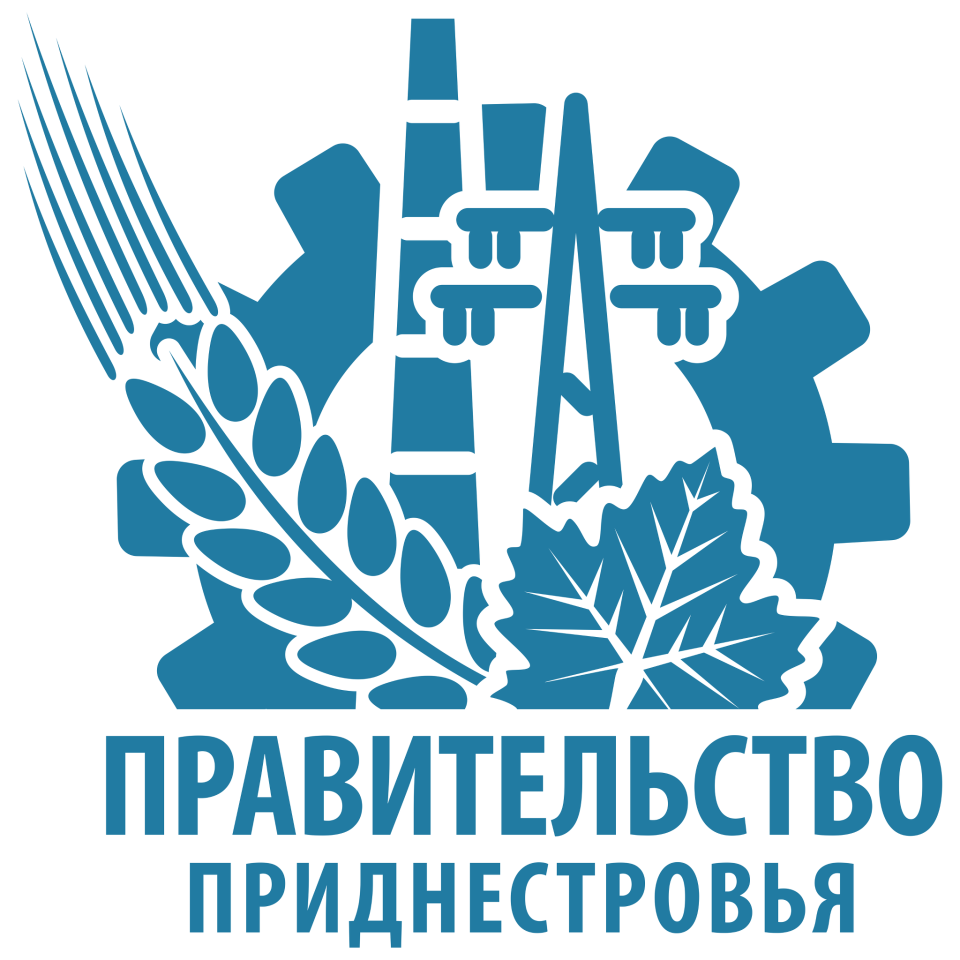
트란스니스트리아 정부 엠블럼

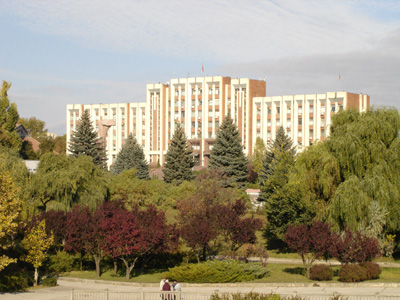
트란스니스트리아 정부청사 (티라스폴 소재)

트란스니스트리아 정부(政府, 러시아어: Правительство Приднестровской Молдавской Республики)는 트란스니스트리아를 실질적으로 통치하는 기구이다.
트란스니스트리아는 대통령제를 취하고 있다. 국가원수인 대통령은 예브게니 솁추크이다. 정부수반이자 각료들의 수장은 총리로, 현 총리는 타티야나 투란스카야이다.
총리직은 2011년에 있었던 선거(선거가 있던 해 초반에 헌법수정이 있었다)가 끝난 후, 부통령직을 대신해 설치되었다.

## 투란스카야 내각
2013년 7월 10일에 개각하였다. 현재의 각료들은 다음과 같다.
| 서열 | 사진                | 직위                                      | 이름                                                | 입각(入閣)일     |
| ---- | ------------------- | ----------------------------------------- | --------------------------------------------------- | ---------------- |
| 1    |                     | 트란스니스트리아의 총리                   | 타티야나 투란스카야 Татьяна Михайловна Туранская    | 2013년 7월 10일  |
| 2    |                     | 국제협력부총리 겸 외무부장관              | 니나 슈탄스키 Нина Викторовна Штански               | 2013년 7월 10일  |
| 3    |                     | 사회정책부총리                            |                                                     |                  |
| 4    |                     | 경제개발 및 재정 부총리 겸 경제개발장관   | 마이야 파르나스 Майя Ивановна Парнас                | 2013년 7월 10일  |
| 5    |                     | 부총리 겸 반(反)독점위원회 의장           | 비탈리 울릿카 Виталий Павлович Улитка               | 2013년 7월 24일  |
| 6    |                     | 내무부장관                                | 겐나디 쿠즈미초프 Геннадий Юрьевич Кузьмичев        | 2013년 11월 20일 |
| 7    | 파일:Лукьяненко.jpg | 국방부장관                                | 알렉산드르 루캬넨코 Александр Алексеевич Лукьяненко | 2013년 7월 10일  |
| 8    |                     | 재무부장관                                | 옐레나 기르줄 Елена Георгиевна Гиржул               | 2013년 7월 10일  |
| 9    | 파일:Фадеева.jpg    | 교육부장관                                | 스베틀라나 파데예바 Светлана Ивановна Фадеева       | 2013년 6월 10일  |
| 10   |                     | 노동사회보호부장관                        | 옥사나 불라노바 Оксана Валерьевна Буланова          | 2013년 6월 10일  |
| 11   |                     | 법무부장관 겸 최고소비에트파견 대통령특사 | 알렉산드르 키스니찬 Александр Андреевич Кисничан    | 2013년 6월 24일  |
| 12   |                     | 농림자원부장관                            | 겐나디 엡스타리 Геннадий Григорьевич Евстратий      | 2013년 7월 29일  |
| 13   |                     | 보건부장관                                | 타티야나 스크리프니크 Татьяна Сергеевна Скрыпник    | 2013년 10월 22일 |
| 14   |                     | 티라스폴시 및 드네스트롭스크시 지사       | 안드레이 베즈바브첸코 Андрей Иванович Безбабченко   | 2013년 7월 10일  |
| 15   | 파일:Гевразюк.jpg   | 벤데르시 지사                             | 유리 게르바쥬크 Юрий Витальевич Гервазюк            | 2013년 7월 24일  |
| 16   |                     | 슬로보지아군 지사                         | 레오니트 페트리만 Леонид Назарович Петриман         | 2013년 10월 22일 |
| 17   | 파일:Верещак.jpg    | 그리고리오폴군 지사                       | 얀 베레샤크 Ян Викторович Верещак                   | 2013년 7월 24일  |
| 18   | 파일:Демьянова.jpg  | 르브니차군 지사                           | 알라 데먀노바 Алла Федоровна Демьянова              | 2013년 9월 18일  |
| 19   |                     | 두버사리군 지사                           | 페도르 코발레프 Федор Григорьевич Ковалев           | 2013년 10월 22일 |
| 20   |                     | 카멘카군 지사                             | 페트르 무스탸 Петр Васильевич Мустя                 | 2013년 7월 29일  |